# Orczán László
Orczán László (1912. február 5. – 1992. március 17.) pálya- és országúti kerékpárversenyző, olimpikon, világrekorder és gyorskorcsolyázó. 17 és 25 éves kora között többszörös magyar kerékpár és gyorskorcsolya bajnok.

## Családja

Orczy Teréz

Felesége Preisinger Terézia (1917. február 24. – 2014. május 24.), aki Orczy Teréz művésznéven a Magyar Rádió rádiószínésze volt. Az ismertebb rádiójátékok közül néhány, amiben szerepelt: Mikrobi: Henri, Egy komisz kölyök naplója: Dennis Millyke, Anyegin, Solferinói emlék, Nagy indián könyv, Mindenható gengszterek. 
Fiai Orczán Csaba Sándor újságíró és tanár, valamint Orczán Zsolt László főiskolai docens (ELTE).
Sírhelye a Fiumei úti sírkert 34-es parcellájában (34-9-22) található, amely közös nyughelye feleségével és sógorával, Preisinger Sándor (1911–1945 hősi halott), sportolói nevén Perényi Sándor (MTE) válogatott kézilabdakapussal.

## Jelentősebb eredményei
- 1929, Törekvés SE: országúti bajnok
- 1930, Budapest-Siófok: 100 km 2:52:10
- 1933-as Tour de Hongrie: összetett harmadik helyezettje
- 1936-os nyári olimpia: pályakerékpár, 1000 m-es időfutam, 5. helyezett
- 1936, Dánia: világrekord 1000 m állóstart, 1:12:4 mp